# 脇太一
脇 太一（わき たいち、1900年 - 1969年）は、日本の教育者および作詞家

## 来歴
香川県綾歌郡綾上町羽床上（現・綾川町）出身。
1924年（大正13年）に東京高等師範学校を卒業する。28歳の時に、恩師に誘われて大連（当時は関東州）に渡る。教鞭のかたわら俳句、短歌、詩、小説、脚本などの作品を創作した。敗戦後、日本に引き揚げる。
1947年（昭和22年）、坂出市立林田中学校（現在の坂出市立白峰中学校）校長に就任。
1951年（昭和26年）、NHK「ラジオ体操の歌」に応募、1万1,000点余りの作品から最優秀に選ばれる（本曲は2代目の「ラジオ体操の歌」となる。1956年から使用されている現行版（藤浦洸作詞）とは異なる）。作詞家として一躍有名になり、全国の小学校、中学校、高等学校から作詞を依頼される。

## 作品

### 小学校歌
（香川県内）
- 香川県綾川町立羽床小学校（作詞）[2]
- 香川県東かがわ市立丹生小学校（作詞）[3]
- 香川県高松市立栗林小学校（作詞）[4]
- 香川県高松市立十河小学校（作詞）[5]
- 香川県高松市立国分寺北部小学校（作詞）[6]
- 香川県小豆島町立安田小学校（作詞）[7]
- 香川県観音寺市立柞田小学校（作詞）[8]
- 香川県三豊市立大浜小学校（作詞）[9]
- 香川県三豊市立曽保小学校（作詞）[10]

ほか
（香川県外）
- 東京都葛飾区立鎌倉小学校（作詞）[11]
- 山梨県上野原市立島田小学校（作詞）[12]
- 山口県下関市立養治小学校（作詞）[13]
- 宮崎県日向市立日知屋小学校（作詞）[14]
- 鹿児島県霧島市立向花小学校（作詞）[15]

### 中学校歌
（香川県内）
- 香川県丸亀市立綾歌中学校（作詞）[16]
- 香川県観音寺市立中部中学校（作詞）[17]
- 香川県三豊市立高瀬中学校（作詞）[18]
- 香川県綾川町立綾南中学校（作詞）[19]
- 香川県三木町立三木中学校（作詞）[20]
- 香川県宇多津町立宇多津中学校（作詞）[21]

ほか
（香川県外）
- 高知県須崎市立南中学校（作詞）[22]
- 福岡県福岡市立城南中学校（作詞）[23]
- 福岡県大牟田市立松原中学校（作詞）[24]
- 福岡県田川市立猪位金中学校（作詞）[25]
- 鹿児島大学教育学部附属中学校（作詞）[26]

### 高等学校歌など
（香川県内）
- 香川県立高松東高等学校（作詞）[27]
- 香川県立観音寺第一高等学校（作詞）[28]
- 香川県立観音寺中央高等学校（作詞）[29]

ほか
（香川県外）
- 栃木県立馬頭高等学校（作詞）[30]
- 三重県立尾鷲高等学校（作詞）[31]
- 徳島県立徳島商業高等学校（作詞）[32]
- 高知工業高等専門学校（作詞）[33]

### その他
- 長崎県民音頭（作詞）
- 岡山県スポーツの歌（作詞）
- 津久見市歌（作詞）